# Limnophora nigra
Limnophora nigra este o specie de muște din genul Limnophora, familia Muscidae, descrisă de Xue în anul 1984. Conform Catalogue of Life specia Limnophora nigra nu are subspecii cunoscute.